# Byrrhodes facilis
Byrrhodes facilis là một loài bọ cánh cứng thuộc chi Byrrhodes trong họ Ptinidae.